# Kōge
Kōge (香華) é um filme de drama japonês de 1964, baseado em um romance da escritora Sawako Ariyoshi, e dirigido por Keisuke Kinoshita. Foi uma das últimas produções cinematográficas de Kinoshita antes dele trabalhar, principalmente, para a televisão.

## Sinopse
Abrangendo os eventos desde a Guerra Russo-Japonesa (1904-1905) até a era pós-Segunda Guerra Mundial, Kōge retrata os conflitos em curso no relacionamento conturbado entre Tomoko e Ikuyo, sua mãe. Ikuyo, que está prestes a se casar novamente, deixa Tomoko com sua avó Tsuna, apenas para vendê-la para uma casa de gueixas após a morte de Tsuna. Quando as mulheres se reencontram, Ikuyo recorre à prostituição. Tomoko, agora uma gueixa, inicia um relacionamento com o cadete Ezaki com a perspectiva de se casarem, mas sua família não aprova a relação dos dois devido a profissão da mãe de Tomoko. Tendo se tornado independente e dona de sua própria casa de gueixas, Tomoko acaba por perder sua propriedade no terremoto de 1923. Enquanto sua mãe se casa pela terceira vez, desta vez com o ex-oficial, Hachiran, Tomoko recusa a oferta de Nozawa de se tornar sua amante. Em meio às ruínas de uma Tóquio bombardeada, onde Tomoko e Ikuyo vivem em um porão, a mãe se reencontra com Hachiran, que havia desaparecido durante a Segunda Guerra Mundial. Tomoko fica sabendo da prisão e sentença de morte de Ezaki por um crime de guerra, mas quando ela finalmente consegue visitá-lo na prisão após meses de espera, ele finge não conhecê-la. Após a morte de Ikuyo em um acidente de trânsito enquanto Tomoko estava no hospital, Hachiran retorna para sua cidade natal. O filme termina com Tomoko tendo o nome de Ikuyo adicionado ao mausoléu da família.

## Elenco
- Mariko Okada como Tomoko
- Nobuko Otowa como Ikuyo
- Kinuyo Tanaka como Tsuna
- Gō Katō como Ezaki
- Haruko Sugimura como Taromaru
- Eiji Okada como Nozawa
- Kazuo Kitamura como Keisuke
- Bunta Sugawara como Sugiura
- Masakazu Tamura como filho de Ezaki
- Taketoshi Naito como Murata
- Katsutoshi Arata como Otaki
- Kaneko Iwasaki como Yasuko
- Norihei Miki como Hachiro
- Eijiro Yanagi como Kano
- Yoshio Inaba
- Jun Hamamura[4][2]